# Ionska smola
Ionska smola je visokopolimerna smola tj. visokomolekularni polielektrolit praktički netopljivi u vodi u kojoj bubri, te ima svojstvo visoke kemijske, toplinske i mehaničke stabilnosti, odnosno visoki i stabilni ionsko-izmjenjivački učinak (kapacitet), a ponašanje odgovarajućih skupina slabih elektrolita ovisi o kiselosti reakcijskog medija. Ionska smola se nabavlja u obliku zrnaca promjera od 0,1 do 1 mm. Jako porozni tzv. makroretikularni izmjenjivači velikih pora od nekoliko desetaka nanometara služe za rad u organskim otapalima (Amberlyst smole), npr. otapalima visoke dielektrične konstante (etanol, metanol, aceton, itd.). 
Bubrenjem ionskog izmjenjivača u vodi ionska smola postiže strukturu hidrofilnog gela što omogućuje brzu ionsku izmjenu. Uzroci bubrenja su: smanjivanje razlika osmotskih tlakova u pori i u vanjskom mediju, te smanjivanje elektrostatskih repulzija između istoimeno nabijenih fiksiranih naboja u izmjenjivaču. Na veličinu bubrenja utječu gustoća fiksiranih nabijenih grupa (kapacitet), naboj protuiona i način vezanja protuiona, stupanj umreženja, koncentracija elektrolita u vanjskoj otopini i polarnost otapala.
Učinak (kapacitet) ionske izmjene nekog izmjenjivača svojstvena je veličina određena sadržajem mobilnih iona aktivnih skupina u izmjenjivaču. Ukupni ili maksimalni učinak predstavlja konstantnu vrijednost za promatrani izmjenjivač, dok su stvarni (efektivni) i probojni (dinamički) kapacitet niži od ukupnog i ovise o eksperimentalnim uvjetima (kiselost medija, koncentracija iona). Probojni kapacitet predstavlja gornju granicu do koje se izmjena odvija kvantitativno. Učinak se izražava kao mmoli izmijenjenog iona g-1 (cm-3) izmjenjivača. Učinak ionske izmjene i kiselost/bazičnost funkcionalnih skupina može se odrediti jednostavnom alkalimetrijskom/acidimetrijskom titracijom u prisustvu soli slabog elektrolita.

## Povijest
Pronalazak ionske izmjene došao je kao i mnogi drugi pronalasci slučajno. 1850. engleski inženjeri Way i Thompson objavili su rad o ionskoj izmjeni kod prirodnih zeolita (alumosilikati hidrotermalnog porijekla). Početak rada bio je ispitivanje vezanja i odstranjivanja amonijaka kao gnojiva u zemlji. Ispirući vodom zemlju natopljenu amonijevim sulfatom, tada jedinim umjetnim dušičnim gnojivom, utvrdili su da se je umjesto amonijevog sulfata pojavio kalcijev sulfat. Tada je nenadano ustanovljeno, da se je amonijak vezao na zemlju, a pojavio kalcij iz zemlje. Daljnjim pokusima ispitan je afinitet vezanja kationa. Postoji određeni redoslijed izmjene po kojem se kationi izmjenjuju:
N > Mg > Ca > K > Na
Tu izmjenu nazvali su ionskom izmjenom i protumačili je kao povratnu izmjenu iona između krute tvari i otopine.
Nakon toga čitav niz znanstvenika počeo je ispitivati ionsku izmjenu. Tek 1906. došlo je do pojave prvih sintetičkih zeolita nazvanih permutiti. Međutim permutiti imaju neka loša svojstva kao npr. mala količinska sposobnost izmjene (kapacitet), osjetljivi su prema ugljičnoj kiselini i mehaničkim nečistoćama, otpuštali su djelomično kremičnu kiselinu itd.
Daljnje otkriće na polju ionske izmjene došlo je, kada se je pronašlo da ugljeni mogu biti ionski izmjenjivači. Ugljen sadrži huminske materije koje su kisele i imaju karboksilne (—COOH) kisele i fenolne (—OH) grupe. Prirodni ugljeni imaju mali učinak (kapacitet), pa se je to svojstvo, važno za rad u pogonu, povećalo sulfuriranjem ugljena i uvođenjem jako kiselih sulfo grupa (—S03H) u strukturu ugljena. Taj proizvod pojavio se na tržištu 1930-tih godina pod raznim imenima kao: Zeonarb, Dusarit itd. Svojstva sulfuriranog ugljena su povećani učinak, otpornost na kiseline i temperaturu, ne otpušta kremenu kiselinu i neosjetljivi su na ugljičnu kiselinu.
Ogromni korak u razvoju primjene ionskih izmjenjivača bio je pronalazak svojstva ionske izmjene kod smrvljene gramofonske ploče. Tadašnje gramofonske ploče bile su proizvod dobiven kondenzacijom fenola s formaldehidom. Tako su god. 1935. engleski naučenjaci Adams i Holmes patentirali postupak proizvodnje ionskih izmjenjivača na bazi kondenzacije fenola i formaldehida. Proizvod se pojavio uskoro na tržištu pod imenom Wolfatit. Istraživanje se nastavilo, i sve bolji produkti dolaze na tržište, naročito poslije Drugog svjetskog rata, s odličnim svojstvima.
Možemo reći da se danas služimo isključivo ionskim izmjenjivačima na bazi sintetskih masa. Sinteza izmjenjivača ide na dva načina:
- kondenzati koji se dobivaju iz fenola i formaldehida. Kondenzacione mase su nepravilnog oblika promjera 0,3 — 1,5 mm, imaju manji kapacitet izmjene, manju površinu, teže propuštaju vodu, manje su mehanički otporne;
- polimerizati na bazi stirena, akrila i slično, uz dodatak divinu benzena. Polimerizirane mase su kuglastog oblika promjera 0,3 — 2 mm, imaju veliki učinak, veliku površinu, lako propuštaju vodu, otpornije su mehanički.

## Primjena
Voda koju smo dobili nakon jako kisele izmjene provođenjem kroz anionski izmjenjivač zove se demineralizirana ili deionizirana voda, jer ne sadrži nikakve ione, a prisutnu ugljičnu kiselinu prije ulaza u anionski izmjenjivač otplinemo, da ne opterećujemo izmjenjivač. Nakon zasićenja anionski izmjenjivač se obično regenerira s 2 — 4% natrijevom lužinom pošto je aktivni anionski protuion hidroksilni ion.
Demineralizirana voda se upotrebljava danas umjesto znatno skuplje i po kvaliteti lošije destilirane vode. Kemijska industrija, industrija lijekova, industrija jakih alkoholnih pića ne mogu se zamisliti danas bez upotrebe demineralizirane vode. Nadalje služi takva voda kao napojna voda za pogon parnih kotlova najvišeg radnog tlaka. U kemijskom laboratoriju se upotrebljava kao analitički čista voda, a u prehrambenoj industriji za pranje finog maslaca, ispiranje ambalaže i slično. 
Osim u obradi vode, ionski izmjenjivači služe danas u prehrambenoj industriji izravno u tehnološkom procesu. Kod prerade kiselog vina i jako kiselih voćnih sokova odstranjuje se suvišna kiselina pomoću ionskih izmjenjivača. U industriji margarina i ulja odstranjuju se tragovi teških metala (nikal, željezo, bakar).
U mljekarskoj industriji imaju ionski izmjenjivači dosta široku primjenu. Mljekarska industrija troši velike količine razne tehnološke vode, pa se moramo za dobivanje kvalitetno odgovarajuće vode poslužiti ionskim izmjenjivačima. Ali osim te upotrebe ionski izmjenjivači služe u mljekarstvu i u druge svrhe. Kod dobivanja mliječnog praška odstranjuju se čak tragovi nepoželjnih teških metala (željezo, bakar) čija prisutnost u većim količinama u mliječnom prašku dovodi do nepoželjnih promjena, jer katalitički ubrzavaju oksidacijske procese. Kod svježeg mlijeka koji ima suvišak kiseline, odstranjuje se taj suvišak s anionskim izmjenjivačima. Za odstranjivanje suvišne količine kalcija iz mlijeka, za pripremu dječjeg mlijeka, kondenziranog mlijeka i slično, služimo se neutralnom ionskom izmjenom.